# 相生枩五郎
相生 枩五郎（あいおい まつごろう、1882年12月11日 - 1922年3月16日）は、現在の和歌山県和歌山市出身で朝日山部屋および高田川部屋（大阪）出羽海部屋（東京）に所属した力士。本名は川口 清一郎。身長166cm、体重109kg。最高位は東大関。

## 経歴
大阪相撲の朝日山部屋に入門し二瀬川 清二郎を名乗って1898年10月見習となる。1903年5月十両。1904年1月歌舞伎から取った放駒 長吉と改名。同年5月入幕。1907年1月新大関となりその場所9戦全勝を記録した。1910年2月7勝2分の土付かずで2度めの優勝相当成績を残すが場所後に脱走して東京相撲に移った。
東京では相生 枩五郎と名乗り1911年1月三役格付け出し。この場所7日目、場所後に横綱免許となる大関太刀山と対戦し相生丸星太刀山半星となる預りを取り評判となった。この場所で6勝2敗1預の成績を残し、同年6月関脇。166cm109kgの短躯肥満で俵に足をかけて仕切り「放駒の二字口の仕切り」と呼ばれた。立合いから突進しての突き、イナシを得意としたが単調な相撲を覚えられてしまい1913年1月前頭10枚目で全休して大阪に戻った。
四股名を放駒に戻すが朝日山部屋への復帰が許されず高田川部屋に草鞋を脱いで同年1月幕内付け出しで8勝1休。1914年1月大関に戻るがまた脱走。1915年1月朝日山部屋に戻って幕内格で復帰。1916年1月相生に改めるが不成績で6月を全休して廃業した。
その後は解散した京都相撲の残党と諸国を巡業していたが1922年3月16日台湾で客死した。39歳。

## 成績
幕内成績
- 18場所（大関8場所）93勝33敗5分4預1無勝負（大阪）
- 5場所（関脇2場所）16勝16敗15休2分1預（東京）

### 場所別成績(東京)
| 1911年 （明治44年） | 東小結 6–2–1 1預    | 東関脇 6–4            |
| 1912年 （明治45年） | 西関脇 3–6 1分      | 東前頭2枚目 1–4–4 1分 |
| 1913年 （大正2年） | 東前頭10枚目 0–0–10 | x                     |
| 各欄の数字は、「勝ち-負け-休場」を示す。 優勝 引退 休場 十両 幕下 三賞：敢=敢闘賞、殊=殊勲賞、技=技能賞 その他：★=金星 番付階級：幕内 - 十両 - 幕下 - 三段目 - 序二段 - 序ノ口 幕内序列：横綱 - 大関 - 関脇 - 小結 - 前頭（「#数字」は各位内の序列） |                     |                       |

## 改名
二瀬川→
放駒　長吉→
相生　松五郎→
放駒　長吉→
相生　松五郎　